# Мерино, Игнасио
Игна́сио Мери́но Му́ньос (30 января 1817, Пьюра — 17 марта 1876, Париж) — перуанский художник, большую часть жизни проживший в Париже. Рисовал жанровые полотна и в стиле костумбризма.

## Биография
Его отец Дон Хосе был судьёй, районным главой и военачальником. Его мать Донья Микаэла происходила из аристократической семьи Трухильо. 10-летним мальчиком Игнасио Мерино был отправлен учиться в Париж, где он получил степень бакалавра и начал увлекаться искусством. Он учился вместе с Раймоном Монвуазеном и Полем Деларош, кто привил ему любовь к историческому жанру. Мерино в этом стиле под влиянием Делароша писал картины на темы Европейской истории, а картины о Перу создавались в жанре костумбризма.
Вернувшись в Перу, Мерино стал сначала помощником директор, а затем директором Академии рисования и живописи, основанной Хосе Фернандо де Абаскалем. Здесь художник оказал влияние на других прославившихся художников: Фрасиско Масиаса, Луиса Монтеро и Франсиско Ласо. В 1840-е годы Мерино создал портреты перуанских святых, включая Розу Лимскую и Мартина де Порреса.

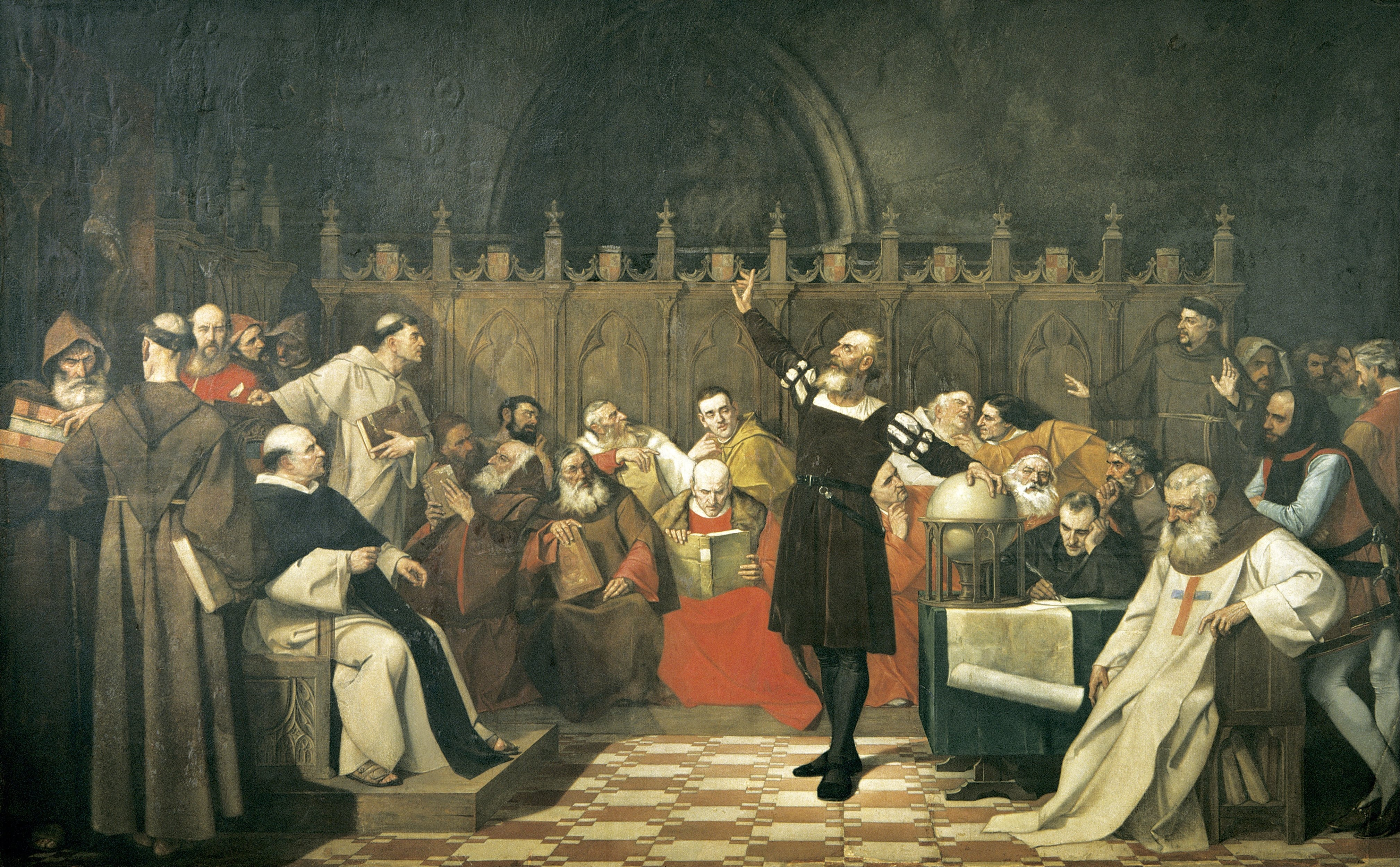
Колумб перед консулом Саламанки, 1863

В 1850 году Мерино вернулся в Париж, чтобы учиться у Эжена Делакруа. Здесь он провёл остаток своей жизни. Считается, что выставка его акварелей в жанре костумбризма вдохновила писателя Жюля Верна на создание приключенческого произведения «Мартин Пас», события которого разворачиваются в Лиме. В Париже Мерино создал 92 деревянные гравюры для роскошного издания Esteban Terralla y Landa’s (1854) с сатирой 1797 « Lima por dentro y fuera». Многие из этих гравюр, включая пейзажи, портреты и сцены послужили иллюстрациями для последующего изучения костумбризма.

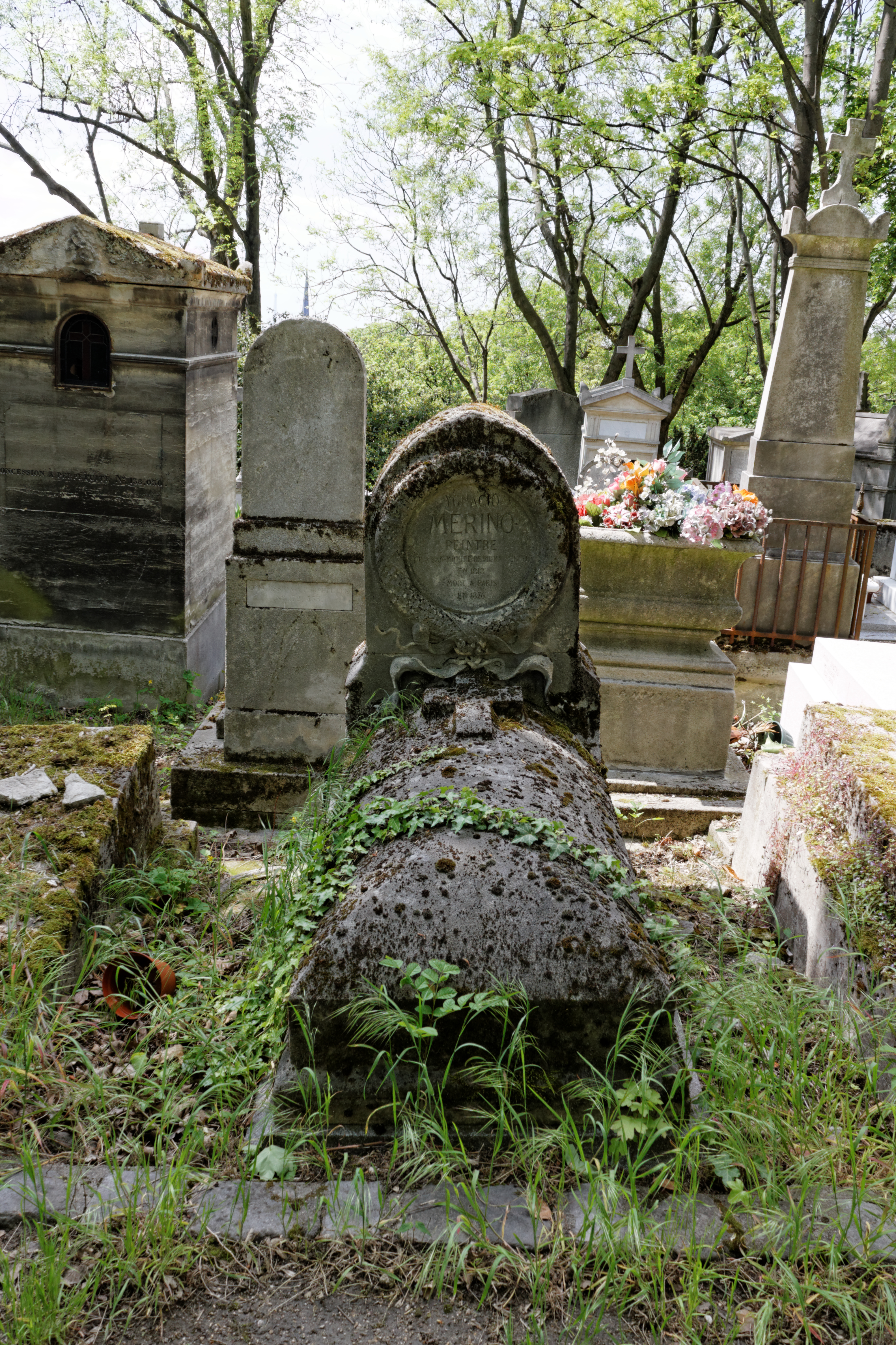
Могила художника на кладбище Пер-Лашез

В 1863 году Мерино создал свою наиболее известную работу «Колумб перед консулом Саламанки» («Colón ante los doctores en Salamanca»), которая заняла третье место на «Выставке изящного искусства». Картину приобрёл президент Перу Хосе Бальта. Также Мерино под впечатлением от европейской  литературы рисовал картины по произведениям Шекспира, Вальтера Скотта и Сервантеса.
Игнасио Мерино скончался в 1876 году от туберкулёза. За неимением супруги и наследников он завещал муниципалитету Лимы своё имущество. Его 33 картины в 1925 году вошли в коллекцию основанную «Муниципальную пинакотеку Игнасио Мерино», находящуюся под руководством администрации города Лимы по сей день.